# سوزومه
سوزومه (به انگلیسی: Suzume) (Suzume no Tojimari (ژاپنی: すずめの戸締まり)) که معنی تحت الفظی آن زندانی کردن سوزومه می‌شود) یک فیلم پویانمایی (انیمه) ژاپنی است که توسط کومیکس ویو فیلمز تهیه و به نویسندگی و کارگردانی ماکوتو شینکای ساخته شده‌است. ماسایوشی تاناکا طراح شخصیت‌ها، کنیچی سوچیا کارگردان انیمیشن و تاکومی تانجی کارگردان هنری فیلم است. این فیلم در یازده نوامبر سال ۲۰۲۲ برای اولین بار در ژاپن اکران شد.
سوزومه با واکنش‌های مثبتی از سوی منتقدان همراه بود که پویانمایی، شخصیت‌ها، وزن عاطفی و موسیقی آن مورد تحسین قرار گرفت، اما منتقدان نسبت به فیلم‌نامه فیلم که شباهت ساختاری به آثار قبلی شینکای دارد انتقاداتی داشتند. فیلم با فروش معادل ۳۲۳ میلیون دلار توانست جایگاه چهارمین فیلم پرفروش سال ۲۰۲۲ کشور ژاپن و همچنین چهارمین فیلم پرفروش ژاپنی تمام زمان را از آن خود کند.
ماکوتو شینکای همیشه در فیلم‌هایش، چه از نظر تأثیرگذاری در روابط و چه از نظر طراحی‌های بصری خیره‌کننده، توجه ویژه‌ای به عناصر طبیعت داشته است. درحالی‌که رخدادهای طبیعی مثل برخورد شهاب‌سنگ در «نام تو» یا باران‌های سیل‌آسای بی‌پایان در «فرزند آب‌وهوا» را می‌توان به‌ترتیب به‌عنوان استعاره‌ای از بمباران اتمی و آسیب‌های بعداز جنگ درنظر گرفت اما این اشارات همواره در مقابل محتوای عاشقانه‌ی این آثار به حاشیه کشیده شده‌اند، چراکه شینکای به مفهوم عمیق‌تری بها داده بود و این بلاها تنها گره‌ای در داستان بودند که عبور از آن‌ها به کمک معجزه‌ی عشق ممکن شده بود. حالا در انیمه Suzume، شینکای به زمین‌لرزه به‌عنوان مهم‌ترین بلای طبیعی کشور ژاپن می‌پردازد. سالانه حدود ۱۵۰۰ زلزله در ژاپن رخ می‌دهد، بلایی که برخلاف جنگ، همیشه به‌عنوان یک ترس ملی زندگی مردم را تهدید می‌کند. شینکای این‌بار در سوزومه، ضمن اشاره به زمین‌لرزه و سونامی هولناک ۱۱ مارس ۲۰۱۱ توهوکو (با ذکر تاریخ ۳.۱۱)، با اولویت قرار دادن امکان جلوگیری از وقوع زمین‌لرزه، آن‌را به‌عنوان دستمایه‌ای برای نمایش یک فانتزی ماورایی استفاده کرده است.

## داستان
این فیلم دربارهٔ سوزومی، دختری ۱۷ ساله است که در یک شهر آرام در منطقه کیوشو در جنوب غربی ژاپن زندگی می‌کند. داستان از آنجا شروع می‌شود که سوزومه با مرد جوانی که به دنبال «در» است، ملاقات می‌کند. این دو با هم سفر می‌کنند و دری قدیمی را در مکانی متروک در کوه پیدا می‌کنند. سوزومه که انگار توسط چیزی کشیده شده باشد، دستش را به سمت در دراز می‌کند و به داخل کشیده می‌شود. «درهای فاجعه» در سراسر ژاپن ظاهر می‌شوند، که باعث یک سری بلایای ناگوار شد.